# 圓柏蚜
圓柏蚜（学名：Cinara juniperi）为大蚜科松柏大蚜屬下的一个种。